# Otto von Tettenborn (General)

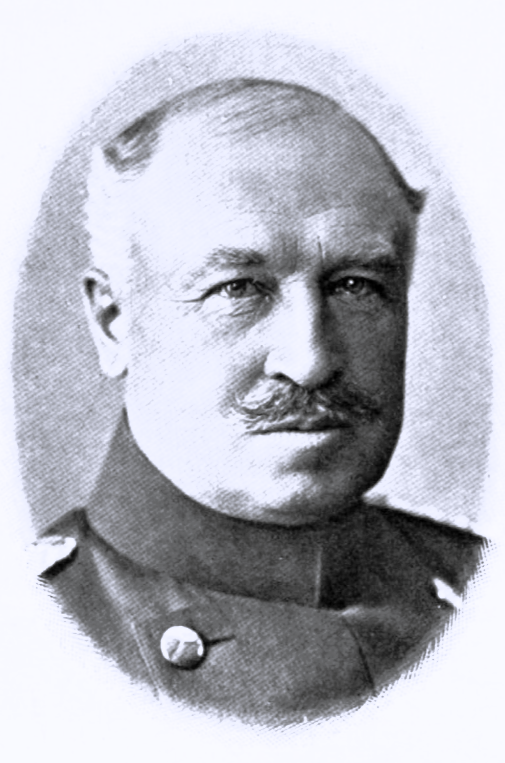
Otto von Tettenborn

Falk Wilhelm Ernst Otto von Tettenborn (* 21. Juni 1856 auf der Festung Königstein; † 28. November 1919 in Dresden) war ein sächsischer General der Infanterie.

## Leben

### Herkunft
Otto entstammte dem nordthüringischen Uradelsgeschlecht von Tettenborn. Er war ein Sohn des gleichnamigen sächsischen Oberst Otto von Tettenborn (1827–1904) und dessen Ehefrau Klara, geborene von Schönfels (* 1832). Der sächsische Generalmajor Horst von Tettenborn (1865–1938) war sein jüngerer Bruder.

### Karriere
Tettenborn besuchte das Gymnasium in Plauen und erhielt im Ostern 1875 das Reifezeugnis. Er trat darauf noch im selben Jahr als Avantageur in das 8. Infanterie-Regiment „Prinz Johann Georg“ Nr. 107 der Sächsischen Armee ein und avancierte am 21. September 1877 zum Sekondeleutnant. 1881/83 war er Adjutant des III. Bataillons, wurde Premierleutnant und am 17. Juli 1884 als Erzieher zum Kadettenkorps kommandiert. Für drei Jahre absolvierte Tettenborn ab Oktober 1885 zur weiteren Ausbildung die Preußische Kriegsakademie in Berlin. Im Anschluss war er wieder am Kadettenkorps tätig, wurde dort am 1. Januar 1889 Kompaniechef und rückte 1890 zum Hauptmann auf. Im März 1893 wurde er in gleicher Eigenschaft in das 1. Jäger-Bataillon Nr. 12 versetzt. 1897 erfolgte seine Kommandierung als Adjutant beim Generalkommando des XII. (I. Königlich Sächsisches) Armee-Korps unter Georg von Sachsen und am 16. November 1898 die Beförderung zum Major ohne Patent. Er wurde im selben Jahre noch in gleicher Eigenschaft zum neuaufgestellten XIX. (II. Königlich Sächsisches) Armee-Korps unter General der Infanterie Heinrich Leo von Treitschke kommandiert. Nachdem er am 26. März 1899 das Patent zu seinem Dienstgrad erhalten hatte, wurde er am 13. September 1899 als Kommandeur des I. Bataillons zum 8. Infanterie-Regiment „Prinz Johann Georg“ Nr. 107 versetzt. Unter Stellung à la suite seines Regiments wurde Tettenborn am 19. September 1900 zum Kommandeur des Kadettenkorps in Dresden ernannt. In dieser Eigenschaft avancierte er am 23. April 1904 zum Oberstleutnant. 1905 kehrte er mit der Ernennung zum etatmäßigen Stabsoffizier im 1. Leib-Grenadier-Regiment Nr. 100 wieder in den Truppendienst zurück. Nach Beförderung zum Oberst am 25. März 1907 wurde er Kommandeur des 2. Grenadier-Regiments Nr. 101 „Kaiser Wilhelm, König von Preußen“. Mit einem Patent vom 20. März 1911 wurde Tettenborn am 23. September 1911 Generalmajor und Kommandeur der 4. Infanterie-Brigade Nr. 48 in Leipzig. Daran schloss sich am 13. September 1912 eine Verwendung als diensttuenden General à la suite von König Friedrich August III. an. Am 17. März 1914 erfolgte mit einem Patent vom 1. September 1913 seine Beförderung zum Generalleutnant und die Ernennung zum diensttuenden Generaladjutanten des Königs.
Nach Ausbruch des Ersten Weltkrieges wurde Tettenborn unter Belassung in seiner Stellung als Generaladjutant am 28. August 1914 zum Kommandeur der 19. Ersatz-Division ernannt. Er nahm mit seiner Division an den Kämpfen in den Vogesen teil und konnte sich im selben Monat noch bei den Gefechten bei Kolrein und Sauceray bewähren. Er wurde dafür am 31. Oktober 1914 mit dem Ritterkreuz des Militär-St.-Heinrichs-Orden ausgezeichnet. Wilhelm II. zeichnete ihn im März 1915 mit den Schwertern zum Roten Adlerorden II. Klasse mit Eichenlaub und dem Stern aus. Am 11. Februar 1918 erhielt Tettenborn den Charakter als General der Infanterie.
Tettenborn starb an einer Herzlähmung und wurde auf dem Dresdner Trinitatisfriedhof unter großer Teilnahme begraben. Zu seiner Beerdigung erschienen dutzende Persönlichkeiten des öffentlichen Lebens aus Sachsen, darunter die drei ehemaligen Kriegsminister Adolph von Carlowitz, Max von Hausen und Viktor von Wilsdorf, der Kultusminister a. D. Heinrich Gustav Beck, Kabinettssekretär a. D. Baumann, Präsident Wahle, Hofmarschall Hans von Berlepsch, der Generaladjutant von Müller und der Geheime Regierungsrat Georg Uhlemann. Der ehemalige Kronprinz Georg ließ einen Blumenkranz am Sarge niederlegen lassen. Nach einer Gedächtnisrede des Geheimen Konsistorialrats Friedrich wurde der Sarg aufgehoben und zum Erbbegräbnis getragen, wo die Feier mit Gebet und Segen endete.

### Familie
Tettenborn hatte sich am 16. September 1885 in Leipzig mit Anna Boisselier (* 1862) verheiratet. Aus der Ehe ging die Tochter (Emma) Emmy (1886–1959) hervor, die mit Paul von Loeben verheiratet war und bis zuletzt in der DDR lebte.